# Llanás
Llanás (oficialmente desde 1984 y en catalán Llanars) es un municipio de la comarca catalana del Ripollés, provincia de Gerona, España. Está situado en el Valle de Camprodon.

## Toponimia
El nombre del pueblo está documentado desde el año 1068, por entonces con la forma de Lenars.

## Demografía
Llanás cuenta con una población de 515 habitantes (INE 2024).
| Gráfica de evolución demográfica de Llanás entre 1842 y 2021                                                        |
| |
| Población de derecho según los censos de población del INE Población de hecho según los censos de población del INE |